# Angelika Dammann
Angelika Dammann (* 16. September 1959 in Schwenningen) ist CEO der Firma DIC – Dammann International Consulting & Coaching.
Dammann promovierte 1993 nach einem Jura-Studium an der Universität Hamburg (1980–1985) und der Referendarzeit in Hamburg und London (1986–1990) in Internationalem Recht.
Bis 2011 war sie in verschiedenen Führungspositionen im Human Resources- und Diversity Management tätig, unter anderem als Arbeitsdirektorin, Chief Human Resources Officer und Executive Board Member der SAP AG (2010–2011), welche sie im Zuge einer Kritik an der Nutzung des Firmenjets verließ. 2010 gab es in 25 der 30 Dax-Vorstände keine Frau – sie war eine der sechs Frauen, die im Vorstand eines DAX-Unternehmens saß.
Zuvor war Dammann in der Personalabteilung von Unilever (2007–2010) und bei verschiedenen Unternehmen von Shell (1990–2007) beschäftigt.
Von 2011 bis 2012 hatte sie eine Kolumne zu berufs- und personalbezogenen Themen namens DAMMANNS JOBTALK auf der Website der Wirtschaftswoche.

## Publikationen
- Die Joint Hindu Family. Darstellung und Bedeutung dieses Institutes für die moderne indische Gesellschaft, Peter Lang Verlag, Frankfurt am Main 1993 (= Dissertation).